# Marguerite Putsage
Marguerite Putsage, née le 15 novembre 1868 à Mons (Belgique) et morte à Bruxelles le 22 septembre 1946, est une artiste peintre belge de paysages, de natures mortes, de scènes d'intérieur et de portraits.

## Biographie
Marguerite Julie Émilie Putsage, née le 15 novembre 1868 à Mons, est la fille de Jules Putsage, directeur de l'Union du Crédit de Mons, et de Marie Thérèse Depuyt.
Elle fait ses études artistiques à l'Académie royale des Beaux-Arts de Mons et est l'élève d’Auguste Danse, Eugène Carrière et du sculpteur Louis Devillez. 
Elle peint en général des paysages, des natures mortes ou des portraits. Elle apprécie les thèmes intimistes en les traitant tout en nuance et dans un style post-impressionniste. En outre, on note une grande sensibilité dans le traitement de ses sujets en particulier dans les scènes d'intérieur.
Elle a participé à des expositions à Mons, Gand, Ixelles et à Bruxelles.
Elle a vécu une partie de sa vie à Paris.
Certaines de ses œuvres sont présentées au BAM (musée des Beaux-Arts de Mons), au musée des Beaux-Arts de Gand, aux musées royaux des Beaux-Arts de Belgique, au musée d'Ixelles et au musée ducal de Bouillon.
À la suite de son décès à Bruxelles le 22 septembre 1946, elle reçoit des funérailles à l'Abbaye de la Cambre à Ixelles.

## Sélection d'œuvres
- Sommeil, huile sur toile, 1933.
- Panorama du Jardin Botanique, huile sur toile, 1941.
- Portrait du sculpteur Louis Devillez, huile sur toile, 1941.
- La Semois et la Maladrerie, huile sur toile, Musée ducal de Bouillon.
- Portrait d'une jeune fille au chapeau, huile sur toile.
- Après la répétition, huile sur toile, musées royaux des Beaux-Arts de Belgique, Bruxelles.
- Coiffeuse, huile sur toile.
- Nature morte aux oignons, huile sur toile, Musée Charlier à Etterbeek.
- La lecture, huile sur toile.
- Nu couché de dos, huile sur toile.
- Roses dans un bol, huile sur toile.